# 1793 год в музыке

## События
- 30 июля — Королева Португалии Мария I открыла в Лиссабоне оперный театр «Сан-Карлуш», построенный с тем чтобы заменить Королевскую оперу[порт.], разрушенную землетрясением 1755 года. Новый театр на много лет стал центром итальянской и португальской оперы.
- 15 августа — В Париже открылся оперный театр «Зал Монтансье», построенный архитектором Виктором Луи по заказу актрисы и антрепренёра Мадемуазель Монтансье[фр.].
- 25 сентября — шевалье де Сен-Жорж, известный как «чёрный Моцарт», арестован за близость к королевскому двору и около года провёл в тюрьмах Шантийи и Онденвиля (департамент Уаза).
- Одиннадцатилетний Никколо Паганини начинает карьеру музыканта, став регулярно играть на богослужениях в церквях Генуи.
- Профессор Джозеф Джоуитт[англ.], вероятно, совместно с профессором Джоном Рэндаллом[англ.] или композитором Уильямом Кротчем[англ.], написал Westminster Quarters[англ.], мелодию для колоколов новых часов англиканской церкви Святой Марии Великой[англ.] в Кембридже.

## Публикации
- Музыкант, издатель и меценат Джордж Томсон[англ.] издал первый том многотомного собрания шотландских песен A Select Collection of Original Scottish Airs for the Voice.

## Народная песня
- Швейцарский поэт Иоганн Мартин Устери[нем.] написал текст, а немецкий композитор Ганс Георг Негели музыку песни «Радуйся жизни[нем.]», ставшей одной из самых популярных немецких песен и обретшей статус народной.[1]

## Классическая музыка
- Ян Ладислав Дусик — «Страдания королевы Франции», соч. 23.
- Йозеф Гайдн — Симфонии № 99[англ.], № 100 (Военная) и № 101 (Часы)[англ.]; струнные квартеты, соч. 71 и соч. 74 («Аппоньи-квартеты»); Анданте с вариациями фа минор[англ.].
- Михаэль Гайдн — «Месса во славу Святой Урсулы[англ.]».
- Леопольд Кожелух — Три сонаты для фортепиано, соч. 38.
- Пауль Враницкий — Концерт для флейты ре мажор, соч. 24; Шесть струнных квартетов, соч. 23.
- Людвиг ван Бетховен — «Рондо для фортепиано и оркестра[англ.]».
- Симон Майр — оратория «Сисара[нем.]».

## Опера
- Феличе Алессандри[итал.] — «Вирджиния».
- Сэмюэл Арнольд — «Горцы».
- Томас Эттвуд — «Озмын и Даракса».
- Франсуа-Адриен Буальдьё — ««Виновная дочь»».
- Франческо Гарди[итал.] — Apollo esule ossia L'amore alla prova.
- Иоганн Баптист Хеннеберг[нем.] — «Доброжелательный дервиш[нем.]».
- Этьенн Мегюль — «Молодой мудрец и старый дурак[англ.]».
- Доменико Чимароза
  - «Любовь даёт благоразумие[итал.]»
  - «Дирижёр оркестра[англ.]»

## Родились
- 18 января — Уильям Генри Хевергел[англ.], англиканский священнослужитель, писатель, композитор и автор гимнов, издатель проповедей и памфлетов (ум. в 1870).
- 14 февраля — Уильям Кратерн[англ.], английский органист и композитор (ум. в 1861).
- 27 февраля — Элиза Фрёсслинд, шведская актриса и оперная певица (ум. в 1861).
- 21 августа — Петер Каспер Кроссинг, датский композитор, органист и музыкальный педагог (ум. в 1838).
- 2 сентября — Каролина Риддерстольпе, шведская певица и композитор (ум. в 1878).

## Умерли
- 24 января (похоронена) — Марджед Ферч Ифан[англ.], валлийская арфистка и борец, героиня многих песен и историй (род. в 1696).
- 17 марта — Леопольд Хофман, австрийский композитор и дирижёр (род. в 1738).
- 3 мая — Мартин Герберт, немецкий монах-бенедиктинец, теолог, историк, источниковед, теоретик музыки (род. в 1720).
- 7 мая — Пьетро Нардини, итальянский скрипач, композитор и музыкальный педагог (род. в 1722).
- 26 июля — Алессандро Безоцци[итал.], итальянский виртуоз-гобоист, композитор и педагог из известной семьи музыкантов Безоцци (род. в 1702).
- 10 сентября — Марк Антуан Дезожье, французский оперный композитор, отец композитора и поэта-песенника Марка Антуана Мадлен Дезожье (род. в 1742).
- 14 сентября — Бенджамин Кук, английский органист, композитор и музыкальный педагог (род. в 1734).
- 21 октября — Иоганн Эрнст Хартманн[дат.], датский музыкант и композитор немецкого происхождения (род. в 1726).
- 25 октября — Джованни Баттиста Феррандини[итал.], итальянский композитор (род. в 1710).
- дата неизвестна — Филипп Файл[англ.], американский скрипач и композитор немецкого происхождения, автор патриотической песни «Да здравствует Колумбия» (род. около 1734).